# Jay Ross
Jeremiah "Jay" Ross é um lutador de wrestling profissional estadunidense, mais conhecido pelo nome no ringue Blitzkrieg e pela sua passagem pela World Championship Wrestling (WCW).

## Títulos e prêmios
- Pro Wrestling Illustrated
  - PWI o colocou como 99° dos 500 melhores lutadores durante a PWI 500 de 1999[3]

- Wrestling Observer Newsletter awards
  - Rookie of the Year (1999)[1]